# 더 파이팅
더 파이팅(일본어: はじめの一歩 하지메노 잇포[*])은 일본의 만화가인 모리카와 조지의 만화로 1989년부터 고단샤의《주간 소년 매거진》에 연재하고 있다. 현재도 연재 중이다.

## 작품 소개
편모 가정에서 자라 왕따를 당하는 소년 마쿠노우치 잇뽀는 후에 세계 챔피언이 되는 다카무라 마모루를 만나 복싱의 세계에 입문한다. 전체적 내용은 다카무라와 같은 가모가와 체육관 소속이 되어 일본을 대표하는 인기 프로복서가 되어 가는 과정을 다루고 있으며, 이야기 진행 과정에서 주변인의 도움과 라이벌들의 경기를 통해 자신을 깨닫는 과정도 묘사하고 있다. 또, 주변인과 라이벌들의 경기도 상세히 그려나간 것이 특징이다. 또한 작가는 “등장인물 전원이 주인공입니다”라고 말한 적도 있다. so it did very well. 
각 화수는 Round XX식으로 번호를 매기고 있으며 등장인물 다수에 복싱의 역사를 세웠던 인물의 모습을 투영하였고, 한순간의 영광도 얻지 못한 채 사라져간 무명의 선수들을 만화상에서 재현했다. 작가 자신도 실제 복싱 체육관의 관장으로 저명한 프로복서들과 친교가 있고, 《매거진》에서의 연재 중에 젊은 선수들의 응원하는 말을 하기도 하였다. 현재는 주간 만화 잡지 작품 중에선 3번째로 오래 연재되고 있는 만화이며 현재 《주간 소년 매거진》에서 오래 연재되고 있는 대표적인 장편 만화이다.

## 방영 목록(1기)76부작
| 화수     | 부제목/한국명                         | 방영일        | 원작     |
| -------- | ------------------------------------- | ------------- | -------- |
| Round 1  | The First Step                        | 2000. 10. 03. | 제1권    |
| Round 2  | 노력의 성과/ 노력의 결실              | 2000.10.11.   |          |
| Round 3  | 기쁨의 눈물/ 기쁨의 눈물              | 2000.10.18    |          |
| Round 4  | 섀도 복싱/ 섀도우의 복싱              |               |          |
| Round 5  | 카운터로의 3개월/ 카운터로의 3개월    |               |          |
| Round 6  | 재전의 종소리/ 재전의 공              |               |          |
| Round 7  | 1CM의 파괴력/ 1cm의 파괴력            |               |          |
| Round 8  | 재회의 약속/ 재회의 약속              |               |          |
| Round 9  | C급 라이센스/ C급 라이센스            |               |          |
| Round10  | 데뷔전/데뷔전                         |               |          |
| Round11  | 승리의 집념/ 승리의 집념              |               |          |
| Round12  | 거친 친구 선언/ 황당한 친구의 선언    |               |          |
| Round13  | 개막, 신인왕전/ 개막 신인왕전         |               |          |
| Round14  | 강완! 훅 VS 어퍼!/ 강펀치! 훅vs어퍼   |               |          |
| Round15  | 인내심 대결/ 집념의 대결              |               |          |
| Round16  | 격전의 예감/ 격전의 예감              |               |          |
| Round17  | 일보 On the Beach/ 일보, On The Beach |               |          |
| Round18  | Clinch/클린치                         |               |          |
| Round19  | KO의 꿈 / KO의 꿈                     |               |          |
| Round20  | 샷건의 위협/ 샷건의 위협              |               |          |
| Round21  | 천재 공략의 길/ 천재 공략의 길        |               |          |
| Round22  | 앞으로! 앞으로!!/ 앞으로! 앞으로!     |               |          |
| Round23  | 또 하나의 준결승/ 또 하나의 준결승    |               |          |
| Round24  | 약속의 장소로…/ 약속의 장소에서       |               |          |
| Round25  | 각자의 마음/ 각자의 생각              |               |          |
| Round26  | 거리의 공방/ 거리의 공방              |               |          |
| Round27  | 사투 / 사투                           |               |          |
| Round28  | 승패 / 승패                           |               |          |
| Round29  | 나니와의 록키/ 나니와의 록키          |               |          |
| Round30  | 적지로 / 적지로                       |               |          |
| Round31  | 격투의 발자국 / 격투의 발자취         |               |          |
| Round32  | 오른쪽을 노려라! / 라이트를 쳐라      |               |          |
| Round33  | 스매시의 위압 / 스매시의 위압         |               |          |
| Round34  | 신인왕 / 신인왕                       |               |          |
| Round35  | 거듭되는 여행길 / 계속되는 여행       |               |          |
| Round36  | 왕과의 만남 / 왕자와의 만남           |               |          |
| Round37  | 목표로 하는 것 / 목표로 하는 것       |               |          |
| Round38  | 두명의 신인왕 / 두명의 신인왕         |               |          |
| Round39  | 이국에서의 도전 / 이국에서의 도전     |               |          |
| Round 40 | /카운터를 뛰어넘는 카운터             |               |          |
| Round41  | 게로미치의 싸움/                      |               |          |
| Round42  | 꿈에의 공감/                          |               |          |
| Round43  | The Speed stars                       |               |          |
| Round44  | 링위의 사각/                          |               |          |
| Round45  | 이리의하얀어금니/                     |               |          |
| Round46  | /영양이 되라                          |               |          |
| Round47  | 감추어진투지/                         |               |          |
| Round48  | 붉은 이리                             |               |          |
| Round49  | 신뢰하는 용기                         |               |          |
| Round50  | 전화고 싶은것                         |               |          |
| Round51  | 미팅                                  |               |          |
| Round52  | 도전자                                |               |          |
| Round53  | 내가 나이기 위하여                    |               |          |
| Round54  | 왕자의 주먹                           |               |          |
| Round55  | 패더급 타이틀 매치                    |               |          |
| Round56  | 가로막는 힘                           |               |          |
| Round57  | 결판                                  |               |          |
| Round58  | 상심                                  |               |          |
| Round59  | 결의의 눈빛                           |               |          |
| Round60  | 라이벌                                |               |          |
| Round61  | 재기의 불안                           |               |          |
| Round62  | 부활(재기전) (뎀프시롤 첫시도)        |               |          |
| Round63  | 불꽃이 청춘                           |               |          |
| Round64  | 열중시대                              |               |          |
| Round65  | 카와쿤다의여름/                       |               |          |
| Round66  | 타카무라씨의눈물/                     |               |          |
| Round67  | 움직이기시작한체육관                  |               |          |
| Round68  | 관장님의위기                          |               |          |
| Round69  | 사우스포의 함정                       |               |          |
| Round70  | 사고뭉치                              |               |          |
| Round71  | 결전의시간                            |               |          |
| Round72  | Lollapalooza                          |               |          |
| Round73  | 그순간을뛰어넘어라 (새로운 챔피언)    |               |          |
| Round74  | 믹스업                                |               |          |
| Round75  | 새로운한걸음                          |               |          |
| Round76  | 복서의 주먹                           | 2002. 3. 26.  | 제30권   |
|          | 챔피언로드                            | 2003. 4. 18.  | TV극장판 |
| OVA1     | 사형집행                              | 2003. 9. 5.   |          |

## 방영 목록(2기 뉴 챌린저 26부작)
| 화수     | 부제목/한국명       | 방영일      | 원작 |
| -------- | ------------------- | ----------- | ---- |
| Round 1  | 새로운 일보         | 2009.01.07. |      |
| Round 2  | 피의 십자가         |             |      |
| Round 3  | 약속의 장소로       |             |      |
| Round 4  | 세계로의 태등       |             |      |
| Round 5  | 세계의 힘           |             |      |
| Round 6  | 계속해서 뒤쫒을 등  |             |      |
| Round 7  | 악마강림            |             |      |
| Round 8  | 혼의 일격           |             |      |
| Round 9  | 이어받을 자격       |             |      |
| Round 10 | 물어뜯는 개         |             |      |
| Round 11 | 일보vs해머 나오     |             |      |
| Round 12 | 프로의 조건         |             |      |
| Round 13 | 잇포 On the Beach 2 |             |      |
| Round 14 | 두개의 스파링       |             |      |
| Round 15 | 아타카키 데뷔전     |             |      |
| Round 16 | 두마리의 매         |             |      |
| Round 17 | 야생아              |             |      |
| Round 18 | 극한의 감량         |             |      |
| Round 19 | 일촉즉발            |             |      |
| Round 20 | 무시무시한뎀프시롤  |             |      |
| Round 21 | Battle of hawk      |             |      |
| Round 22 | 싸움                |             |      |
| Round 23 | 지탱하는 손         |             |      |
| Round 24 | 왕                  |             |      |
| Round 25 | 동상이떠억          |             |      |
| Round 26 | New Challenger      |             |      |

## 방영 목록(3기 라이징)
| 화수     | 부제목/한국명                     | 방영일          | 원작    |
| -------- | --------------------------------- | --------------- | ------- |
| Round 1  | 최강의 도전자/                    | 2013년 10월 6일 | 50권    |
| Round 2  | 뎀프시롤의 격파/                  |                 |         |
| Round 3  | 여자의 싸움/                      |                 |         |
| Round 4  | 승리의 여신/                      |                 |         |
| Round 5  | 100%의 페이크/                    |                 |         |
| Round 6  | 영광까지의 거리/                  |                 |         |
| Round 7  | 치즈 챔피언/                      |                 | 51~52권 |
| Round 8  | 굶주린 광견, 붉은 늑대/           |                 |         |
| Round 9  | 악마의 시나리오/ 스파링보그vs일보 |                 |         |
| Round 10 | 결단의 표정/                      |                 |         |
| Round 11 | 뻔뻔한 도전자/                    |                 |         |
| Round 12 | 완전한 뎀프시롤 격파/             |                 |         |
| Round 13 | 활인의 권/                        |                 |         |
| Round 14 | 힘이 나는 말                      |                 |         |
| Round 15 | 풍운! 낚싯배 마쿠노우치!!         |                 |         |
| Round 16 | 황금 독수리                       |                 |         |
| Round 17 | 전격 에레키와 코코넛 파파이야     |                 |         |
| Round 18 | 미완성 신형 카운터                |                 |         |
| Round 19 | 매 VS 독수리                      |                 |         |
| Round 20 | 잊지 못할 가르침                  |                 |         |
| Round 21 | 사투의 끝에                       |                 |         |
| Round 22 | 희망의 꽃                         |                 |         |
| Round 23 | 살아갈 용기를                     |                 |         |
| Round 24 | 철권                              |                 |         |
| Round 25 | 맹세                              |                 |         |